# Intel Intellec Series
Intel Intellec Series (Intellec Series) је био професионални рачунар фирме Intel који је почео да се производи у Сједињеним Америчким Државама од 1973. године.
Користио је Intel 8080 (I) - 8085 (II) - 8086 (III) као микропроцесор. RAM меморија рачунара је имала капацитет све до 64 KB (I) (II) - 128 KB (III). 
Као оперативни систем кориштен је ISIS.

## Детаљни подаци
Детаљнији подаци о рачунару Intellec Series су дати у табели испод.
|                       |                                                                    |
| [ 1 ]                 |                                                                    |
| Произвођач            |                                                                    |
| Тип                   | професионални рачунар                                              |
| Меморија              | Све до 64 (I) (II) - 128 (III)                                     |
| Поријекло             | Сједињене Америчке Државе                                          |
| Година                | 1973                                                               |
| Тастатура             | Пуни помак, 62 тастера, Intel 8741 процесор у тастатури (II) (III) |
| Процесор              |                                                                    |
| Фреквенција процесора | 2 (I) - 4 (II) - 5 (III)                                           |
| RAM                   | Све до 64 (I) (II) - 128 (III)                                     |
| ROM                   | 2 Boot ROM + 2 монитор (II) - 16 (III)                             |
| Текст                 | 80 стубова x 25 линија (видео терминал)                            |
| Графика               | само текст                                                         |
| Боја                  | једна боја                                                         |
| Звук                  | мали звучник                                                       |
| Димензије             | 29,5 (ширина) x 21 (дубина) x 2,8 (висина) / 1                     |
| Портови               |                                                                    |
| Оперативни систем     | оперативни систем                                                  |